# Meninos roubados pelo franquismo
Os Meninos roubados pelo franquismo são aqueles meninos que, durante a Guerra Civil Espanhola e o pós-guerra espanhol, foram arrebatados às suas mães republicanas, quer por estarem estas no cárcere ou por ter sido assassinadas pelo exército golpista.
Os "Meninos roubados pelo franquismo" é um episódio pouco conhecido da história recente da Espanha. Faz referência ao desaparecimento de filhos de republicanos e a separação forçada das suas famílias por parte da repressão franquista. Conforme as tropas sublevadas de Franco ganhavam terreno, as prisões lotavam-se de pessoas que foram leais com a República. Entre os prisioneiros havia milhares de mulheres militantes de partidos políticos de esquerda ou, simplesmente, esposas, mães ou irmãs de republicanos. As cárceres também se lotavam de meninos que nasceram ou que ingressaram na prisão com as suas mães e que passaram os primeiros anos da sua vida privados de liberdade por serem filhos de republicanos.

## Depurar a raça
A ditadura militar liderada pelo general Franco tinha componentes racistas. Os militares golpistas acreditavam ser uma raça hispânica superior (o dia nacional era chamado o dia da Raça, e Francisco Franco fez o roteiro para um filme com o título de Raza, "Raça"). Tal superioridade outorgava o direito de conquista e submissão sobre outras raças inferiores. Por tais eram classificados os republicanos vermelhos, adjetivo utilizado genericamente pela ditadura, para os que se opuseram ao golpe militar. O ideólogo dessa doutrina era o militar psiquiatra Antonio Vallejo-Nájera, que dirigia os Serviços Psiquiátricos do Exército. A formação psiquiátrica de Vallejo-Nájera foi, em parte, na Alemanha, onde estudou as teorias racistas nazis das quais era admirador. Mas a sua interpretação de raça tinha mais componentes político-culturais e psicológicas do que étnicas, embora tivesse elementos antijudeus. Também se tem de levar em conta que os alemães nazis consideravam os soviéticos seres infra-humanos. As teorias de Vallejo-Nájera estão recolhidas nos seus livros, por exemplo em Eugenesia de la Hispanidad y regeneración de la raza, onde define a raça como espírito: 
| “ | A raça é espírito. Espanha é espírito. A Hispanidade é espírito… Por isso temos de impregnarmo-nos de Hispanidade… para compreender a nossas essências raciais e diferenciar a nossa raça das estranhas. | ” |

A suposta inferioridade de raça podia ser corrigida a uma idade temporã. Portanto, os infantes eram arrebatados às mães vermelhas para evitar "a sua contaminação e degeneração". A Ação Social da Falange e a Igreja espanhola tiveram um papel de destaque nesta "depuração da raça". Esses roubos eram feitos, muitas vezes, a benefício de casais adeptos ao regime franquista que desejavam ter filhos.
Este foi um dos motivos para que a espoliação de crianças chegasse a ser política de Estado. O Ministério de Justiça tinha como responsabilidade recolher todos os filhos dos assassinados, encarcerados ou desaparecidos, com o fim de doutriná-los no novo modelo de Estado. Em 1943, os filhos de republicanos sob tutela estatal eram 12.043.

## Repatriação de menores
O regime de Franco não somente queria aos filhos dos republicanos em território espanhol. Durante a guerra civil, muitos pais tiveram de tomar  a decisão de evacuá-los ao estrangeiro. Após ganhar a guerra, Franco decidiu que todos estas crianças regressassem para Espanha, com ou sem autorização paterna. O regime converte a repatriação destes menores numa grande operação propagandística. Uma lei de 1940 marcava que a pátria potestade das crianças que estavam em centros de Auxílio Social passava automaticamente ao Estado. Isto criava um grande risco de que os pais perdessem a criança para sempre. Entre todas as crianças espanholas no estrangeiro, o regime franquista tinha particular interesse pelos que ficavam na União Soviética. Para Franco, era um golpe de efeito poder sacá-los do país onde triunfara a revolução comunista.

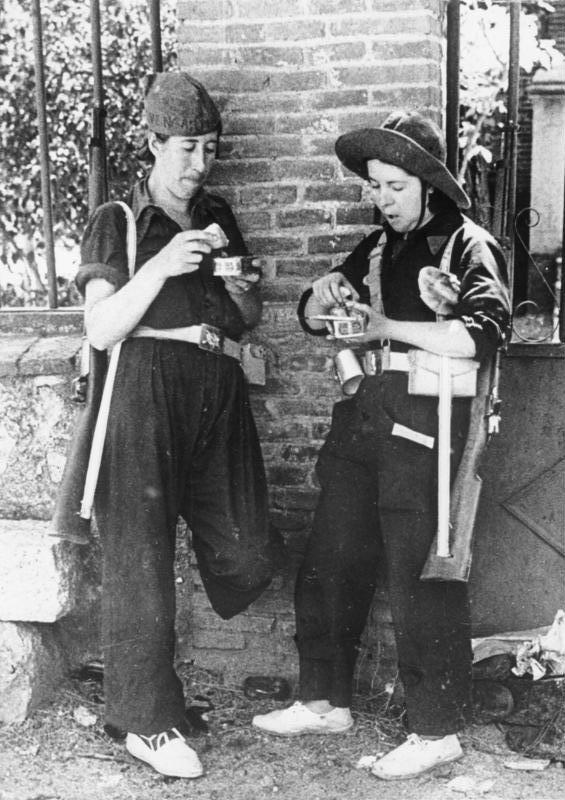
Mulheres milicianas republicanas.

## A situação nas cárceres franquistas
A repressão foi vivida pelas mulheres republicanas e os seus meninos tanto fora quanto dentro das cárceres. Há numerosos testemunhos orais de mulheres que contam todo tipo de vexações. As condições de vida nas cárceres era deplorável. Devido aos encarceramentos massivos, vivia-se numa situação de grande amontoamento. Apenas davam de comer e as condições higiênicas eram lamentáveis. Portanto, muitas das crianças que entraram com as suas mães nas cárceres faleceram nelas. As que sobreviviam, eram separadas das suas mães e, em muitos casos, dadas em adoções ilegais, pois por lei os menores apenas podiam estar no cárcere com as suas mães até os três anos de idade. Outras acabaram em conventos, forçadas a tornarem-se monjas e religiosos.

## Reparação legal e moral
Para o juiz Baltasar Garzón, este delito constitui um crime contra a Humanidade que não tem prescrito, pois muitas vítimas, filhos e alguns pais, podem ainda estar vivos. Por este motivo, o magistrado insta às instituições, ao Ministério Fiscal e aos juízes a que pesquisem, sancionem os culpáveis e reparar às vítimas, de maneira a que possam recuperar a identidade que lhes foi arrebatada.
O juiz inclui no seu escrito cifras, baseadas em fontes históricas, que elevam a mais de 30.000 o número de filhos de presas republicanas tutoradas pela ditadura franquista entre 1944 e 1954. O informe também especifica as principais formas de substração de menores, sem esquecer os que foram trazidos do estrangeiro, contra a vontade das suas famílias, entre 1939 e 1949, através de uma estrutura de ações e organismos, nomeadamente o Serviço Exterior da Falange. O juiz indica que os sobrenomes foram mudados às crianças para as entregarem a famílias afins ao regime franquista. foram retirados às mães e nunca foram devolvidos aos seus familiares, nem também não se tentou fazê-lo. Para Baltasar Garzón, as crianças perdidas são parte das vítimas do franquismo.
Outro terceiro coletivo de crianças roubadas pela Ditadura franquista seriam os meninos de ambientes máquis, como retaliação à inteira família.

### Reconhecimento do Conselho da Europa
Em 2006 o Conselho da Europa ofereceu o primeiro reconhecimento internacional aos filhos das presas republicanas cujos sobrenomes foram modificados.

## Obras sobre o tema

### Filmografia
- Els nens perduts del franquisme ( Os meninos perdidos do franquismo), de Montserrat Armengou e Ricard Belis, documentário dos roubos durante a ditadura. 2002.[10][11]